# Грязной, Василий Григорьевич
Васи́лий Григо́рьевич Грязно́й (умер после 1577 года) — русский военный и государственный деятель времён правления Ивана Грозного, один из приближённых царя, активный участник опричнины. В качестве воеводы управлял Нарвой, а позднее — Донцом (1573 год). Несколько лет находился в крымском плену и переписывался с царём, тщетно добиваясь выкупа.

## Биография
Василий Григорьевич являлся выходцем из незнатной дворянской семьи Грязновых; его отец, Григорий Васильевич Грязной-Ильин, с 1519 года состоял на службе у князя А. И. Старицкого. Впоследствии и сам Грязной начал свою карьеру на службе у князей Старицких. Позднее был, по словам Ивана Грозного, «мало что не в псарях» у князя Ю. А. Пенинского в Алексине. После присоединения Алексина к опричным владениям, в 1566 году поступил на царскую службу, зачислен в опричники. С этого момента начался его небывалый взлёт. Поручился по князю Охлябинине (1566). Во время похода в Ливонию в 1567 году находился в числе голов в государевом полку. В 1568 году вместе с А. Вяземским и Малютой Скуратовым участвовал в санкционированных царём нападениях на дома знатных людей и похищении их жён. Совместно с Малютой Скуратовым принял участие в суде и расправе над удельным князем Владимиром Андреевичем Старицким. 
К 1570 году занял главенствующее положение в руководстве опричным террором. Обладавший живым воображением и своеобразным чувством юмора, Грязной понравился царю, который приблизил опричника к престолу. Под 1570 годом имеется упоминание о том, что Грязной занимал чин думного дворянина «из опричнины». В 1571 году находился в числе дворян государева стана, участвовавших в походе царских войск на Серпухов в ходе отражения крымского похода на Москву хана Девлет-Гирея.
В ноябре 1571 года не был приглашён на свадьбу царя с Марфой Собакиной. С этого времени его роль при дворе стала постепенно снижаться. Родственник фаворита, Григорий Меньшой Грязной, занимавший должность начальника и судьи опричного Земского двора в Москве, был убит, а его сын сожжён заживо. После смерти царицы Марфы Собакиной и отмены опричнины положение Грязного пошатнулось. 
В 1573 году во время похода на Пайду вместе с Малютой Скуратовым был послан на приступ в пролом крепости. В ходе штурма Малюта Скуратов был убит. После этого Грязной и его родственники были удалены из опричной думы, а сам Грязной получил назначение на воеводство в Нарву, а оттуда — в Донец (1573). Воевода в походе на Крым, во время степной разведки на крымской границе взят в плен татарами. Находясь в плену, переписывался с Иваном Грозным. Татары желали выменять Грязного на находившегося в русском плену крымского полководца Дивея-мурзу, либо получить огромный выкуп в 100 000 рублей. Несмотря на просьбы Грязного об освобождении, высказанные им в первом письме к царю, был выкуплен только в 1577 году за 2 000 рублей. Позднее управлял Шелонской пятиной.
Сын Василия Грязного – Тимофей Васильевич – в качестве возмещения морального ущерба за плен его отца получил от царя имение.  При Борисе Годунове он состоял на государевой службе и имел оклад в 60 рублей.  В смутное время Тимофей участвовал в 1610 году в свержении Василия Шуйского, некоторое время побывшего «царем», потом какое-то время служил Лжедмитрию II, после чего присягнул польскому королевичу Владиславу.  После изгнания поляков из России за измену родине Тимофей был лишен чинов и поместий пришедшими к власти Романовыми.  Вероятно, Грязных это не устроило, и в 1634 году, во время Смоленской войны сын Тимофея Борис Грязной сбежал из своего полка в Литву.
Переписка Василия Грязного и Грозного представляет огромный научный интерес для историографов.

## Примечание
1. ↑  Савёлов Л. Родословные записи Леонида Михайловича Савёлова: опыт родословного словаря русского древнего дворянства. М. 1906-1909 г. Изд: Печатня С.П. Яковлева. Вып: № 2. Грязные. стр. 282-284.